# اولاد بسام
اولاد بسام (به عربی: أولاد بسام) یک شهرداری در الجزایر است که در استان تسمسیلت واقع شده‌است.